# Lindwurmia thiuda
Lindwurmia thiuda è un rettile marino estinto, appartenente ai plesiosauri. Visse nel Giurassico inferiore (Hettangiano, circa 199 milioni di anni fa) e i suoi resti fossili sono stati ritrovati in Europa (Germania).

## Descrizione
Questo animale doveva essere un plesiosauro di dimensioni moderate (lunghezza circa 2 - 3 metri), e come tutti i plesiosauri possedeva un corpo appiattito e compatto, con quattro arti trasformati in strutture simili a pagaie. Lindwurmia era dotato di un rostro premascellare corto e robusto, molto simile a quello dei successivi romaleosauridi, anche nella costrizione osservabile nella sutura tra premascella e mascella. Il resto del cranio e dello scheletro, tuttavia, mostravano alcune caratteristiche riscontrabili nei plesiosauri basali e nei saurotterigi arcaici, come le premascelle e le mascelle in contatto con le narici esterne, l'assenza di contatto tra i vomeri e le mascelle dietro alle narici interne, le zigapofisi delle vertebre cervicali più ampie del centro vertebrale e l'omero dotato di un margine anteriore ricurvo. 

## Classificazione
Lindwurmia thiuda venne descritto per la prima volta nel 2019, sulla base di resti fossili ritrovati in Germania nordorientale (nella zona di Halberstadt), in terreni risalenti all'inizio del Giurassico inferiore. Analisi filogenetiche hanno indicato che Lindwurmia potrebbe essere il sister taxon del plesiosauro basale Anningasaura, in una posizione basale rispetto a tutti gli altri plesiosauri, o forse un rappresentante arcaico dei romaleosauridi. In ogni caso, Lindwurmia è uno dei più antichi plesiosauri noti al di fuori del Regno Unito.